# Європейська інтеграція України

Європейський Союз і Україна

Європе́йська інтегра́ція Украї́ни — процес економічного і політико-правового зближення України з європейськими міждержавними структурами, який триває протягом 2000-20-х рр. ХХІ ст. і повинен завершитися зі вступом України до ЄС.

## Правова основа
Правовою основою відносин між Україною та ЄС є Угода про партнерство та співробітництво від 14 червня 1994 (набула чинності 1 березня 1998 р.). Ця угода започаткувала співробітництво з широкого кола політичних, торговельно-економічних та гуманітарних питань. Крім того, укладено низку галузевих угод та документів міжнародно-правового характеру, згідно з якими здійснюється співробітництво між Україною та ЄС.
Україна є учасницею ініціативи ЄС «Східне партнерство», установчий саміт якої відбувся 7 травня 2009 у м. Прага.
В умовах, коли тривають переговори про нову рамкову Угоду про асоціацію між Україною та ЄС, двосторонні відносини також регулюються Порядком денним асоціації між Україною та ЄС — своєрідним містком між Угодою про партнерство та співробітництво та Угодою про асоціацію. Українське експертне середовище здійснює Громадський моніторинг виконання цього документу.

## Політичний контекст
Відносини між Україною та ЄС скеровуються Європейською політикою сусідства.
У 2009 році ЄС започаткував ініціативу «Східне партнерство», східний вимір Європейської політики сусідства, націлений на істотне підвищення рівня відносин із шістьма східними сусідами. Східне партнерство має два виміри:
— Двосторонній вимір, що націлений на укладання Угод про асоціацію, створення глибоких та всебічних зон вільної торгівлі та досягнення поступу в питаннях візової політики та мобільності; 
 — Багатосторонній вимір (тобто міждержавні платформи і так звані Провідні ініціативи).
Цей підхід відкриває можливості для поступової політичної асоціації та глибшої економічної інтеграції країн ЄПС із Європейським Союзом.

## Факти і цифри
- 1998: набуває чинності Угода про партнерство та співробітництво між ЄС та Україною.
- 2005: ухвалено План дій Україна — ЄС
- 2007: розпочато перемовини про укладання далекосяжної Угоди про асоціацію (УА) між Україною та ЄС
- 2007, 2008 та 2009: ЄС мобілізує свій Механізм цивільного захисту — для першої оцінки екологічної шкоди та боротьби проти забруднення у Керченській затоці; для оцінки рівня повені на Дністрі та Пруті, для допомоги Україні в боротьбі проти пандемії грипу, а також в запобіганні потенційного руйнування дамби в Калуші
- 2008: набувають чинності угоди про спрощене оформлення віз та про реадмісію. Розпочато візовий діалог, чиєю метою є досягнення, у довгостроковій перспективі, безвізового режиму.
- 2008: Україна приєдналася до СОТ, відкриваючи цим шлях до перемовин про Глибоку та всебічну зону вільної торгівлі з ЄС
- 2007—2010: пакет допомоги Україні в рамках Європейського інструменту сусідства і партнерства складає € 494 мільйонів; додаткові € 28.6 мільйонів надаються в рамках Інструменту підтримки врядування.
- 2011—2013: Оголошений Єврокомісією індикативний пакет допомоги Україні в рамках Європейського інструменту сусідства і партнерства складає € 470.1 мільйонів. 
2008—2009 — В рамках Інвестиційного інструменту сусідства ЄС виділив понад € 20 мільйонів на виконання п'ятьох проєктів в Україні, переважно в сфері енергетики

## 2010 рік: Порядок денний асоціації Україна-ЄС
16 червня 2009 р. під час засідання Ради з питань співробітництва Україна — ЄС політично схвалено Порядок денний асоціації[недоступне посилання з травня 2019] Україна — ЄС (остаточна назва нового практичного інструменту на заміну Плану дій Україна-ЄС). Порядок денний є інструментом підготовки Сторін до реалізації Угоди про асоціацію до моменту набуття нею чинності.
Документ підготовлено на принципах:
- політичної асоціації та економічної інтеграції,
- спільної участі, спільної відповідальності та спільної оцінки.

Моніторинг того, як Україна виконує свої зобов'язання в рамках Порядку денного асоціації, здійснює як Європейська Комісія, так і українське громадянське суспільство.
Європейська Комісія слідкує за результатами (передусім щодо реалізації реформ) в рамках традиційного щорічного аналізу поступу в межах Європейської політики сусідства — ENP Progress Report [Архівовано 28 травня 2010 у Wayback Machine.]. Доповідь за 2009 рік можна завантажити англійською [Архівовано 13 жовтня 2010 у Wayback Machine.] чи українською мовами.
Українське громадянське експертне середовище проводить незалежну оцінку виконання зобов'язань в рамках Порядку денного асоціації. У травні 2010 року в Україні стартував громадський моніторинг виконання Україною Порядку денного асоціації (ПДА) між Україною і ЄС. Проєкт виконує Консорціум аналітичних центрів у складі Українського незалежного центру політичних досліджень [Архівовано 22 липня 2010 у Wayback Machine.] (УНЦПД), Інституту економічних досліджень та політичних консультацій (Київ) (ІЕД) та Центру політико-правових реформ [Архівовано 20 жовтня 2014 у Wayback Machine.] (ЦППР) за підтримки Європейської програми Міжнародного фонду «Відродження» [Архівовано 16 серпня 2019 у Wayback Machine.]. Медійну підтримку проєкту надає МГО «Інтерньюз-Україна» [Архівовано 28 травня 2010 у Wayback Machine.]. Проєкт здійснюється у співпраці з Громадською експертною радою [Архівовано 2 липня 2010 у Wayback Machine.] при Українській частині Комітету з питань співробітництва між Україною та ЄС.
Громадський моніторинг дозволить виокремити основні проблеми та виклики, що виникають у процесі виконання пріоритетів ПДА Урядом країни та Європейською стороною у визначених пріоритетних сферах. Реалізація проєкту передбачає аналіз правових актів, політичних документів, прийнятих законопроєктів, що будуть стосуватися виконання положень з боку української сторони Порядку денного про Асоціацію між Україною та ЄС у сферах політичного та економічного діалогу: конституційного реформування, розвитку громадянського суспільства, реформи публічної адміністрації та її прозорості, судової реформи, доступу до правосуддя та правової допомоги, кримінальної юстиції та захисту прав людини, економічних перетворень, безпекової сфери.

## 2021–2022 роки
У 2021 році Президент України Володимир Зеленський започаткував процес підписання декларацій про підтримку європейської перспективи України з окремими країнами ЄС у межах нової тактики зближення України з Євросоюзом. У таких деклараціях країнами ЄС декларувалося надання допомоги Україні у здобутті повноправного членства у ЄС, зокрема фіксувалася європейська перспектива України. Упродовж року Україна підписала такі декларації з 8 країнами ЄС, а після початку російського вторгнення європейська перспектива України була офіційно підтримана Європарламентом та Єврокомісією.